# Miguel González Díaz
Miguel González Díaz (Oviedo, Asturias, España, 7 de enero de 1993) es un árbitro de fútbol español adscrito al comité asturiano del Comité Técnico de Árbitros. Desde la temporada 2023‑24 milita en la Segunda División (LaLiga Hypermotion).

## Trayectoria
Se formó en el comité asturiano y alcanzó la desaparecida Segunda División B en la temporada 2019‑20. Tras dos campañas (2019–2021), dirigió en Primera Federación durante 2021‑22 y 2022‑23. En junio de 2023 fue promovido al fútbol profesional, debutando en la Segunda División en la 2023‑24.
En la Copa del Rey, fue designado para la segunda eliminatoria del curso 2024‑25 (Zamora CF–CD Tenerife, Ruta de la Plata).

## Temporadas
| Categoría          | País   | Años          | Partidos |
| ------------------ | ------ | ------------- | -------- |
| Segunda División B | España | 2019–2021     | 20       |
| Primera Federación | España | 2021–2023     | 24       |
| Segunda División   | España | 2023–2025     | 40       |
| Segunda División   | España | 2025–presente | —        |

Datos de partidos por categoría según BDFutbol (actualizado a 17/08/2025).